# Горлиця андаманська

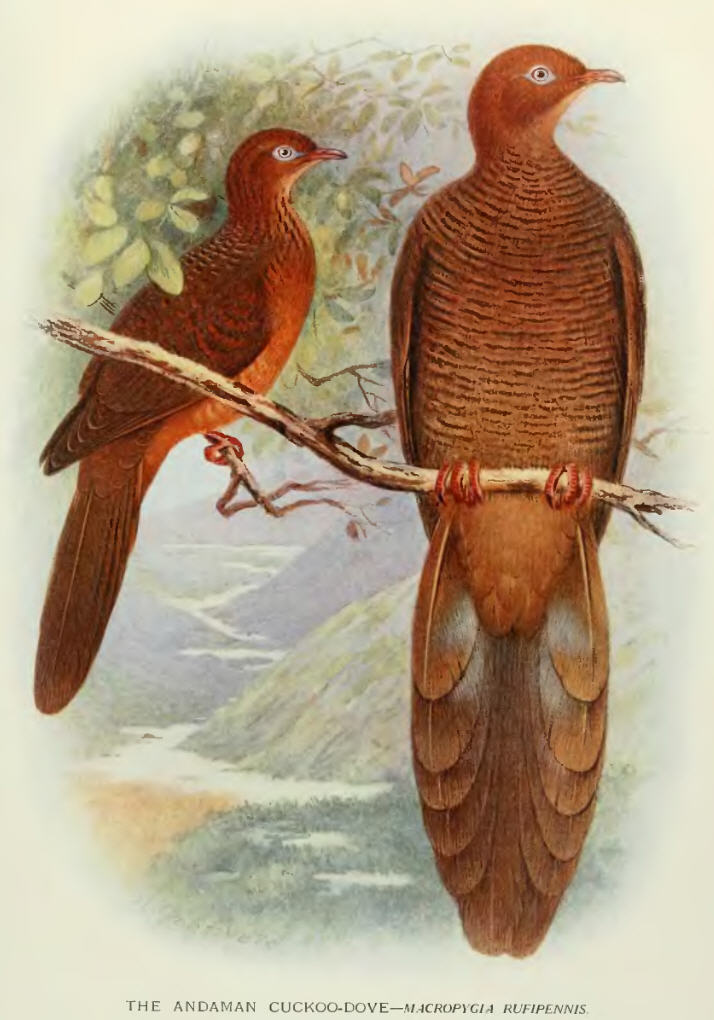
Андаманські горлиці

Горлиця андаманська (Macropygia rufipennis) — вид голубоподібних птахів родини голубових (Columbidae). Ендемік Індії.

## Опис
Довжина птаха становить 30 см, враховуючи довгий хвіст. Забарвлення переважно коричневе, верхня частина тіла рудувато-коричнева. У самців груди і живіт поцятковані вузькими горизонтальними коричневими смугами, тім'я коричневе. У самиць тім'я рудувато-коричневе, смуги на нижній частині тіла відсутні.

## Підвиди
Виділяють два підвиди:
- M. r. andamanica Abdulali, 1967 — Андаманські острови;
- M. r. rufipennis Blyth, 1846 — Нікобарські острови.

## Поширення і екологія
Андаманські горлиці є ендеміками Андаманських і Нікобарських островів. Вони живуть в сухих тропічних лісах і садах. Живляться переважно плодами.